# Hello Sanctos
Sanctos van het Gravenhof
Vous lisez un « article de qualité » labellisé en 2019.
Hello Sanctos (né Sanctos van het Gravenhof le 13 mai 2002) est un cheval hongre bai issu du stud-book sBs, concourant en saut d'obstacles. Ses débuts sont difficiles, ce poulain né en Belgique flamande n'étant pas détecté par son éleveur Willy Taets, ni par les cavaliers et investisseurs internationaux, jusqu'à être monté par Peter Wylde, qui le revend en Ukraine à l'âge de 8 ans. Il est remarqué par Lord Kirkham et Lord Harris, deux mécènes à la recherche d'une monture performante pour le cavalier écossais Scott Brash. Avec Brash, Hello Sanctos remporte une médaille d'or par équipes aux Jeux olympiques de Londres en 2012, deux fois le Global Champions Tour, et deux médailles aux championnats d'Europe de 2013. Il devient en 2014 et 2015 le meilleur cheval au monde dans sa discipline et le plus lucratif, restant le seul cheval au monde à avoir réussi le Grand Chelem de saut d'obstacles ces mêmes années. Blessé en fin de saison 2015, il ne retrouve plus son meilleur niveau.  Il est officiellement mis à la retraite fin novembre 2019, à l'âge de 17 ans.
Hello Sanctos est réputé pour sa grande intelligence. Fils de l'étalon Quasimodo van de Molendreef, il a pour ancêtres les étalons Nabab de Rêve et Heartbreaker, comptant parmi sa lignée une moitié d'origines génétiques françaises. Le sculpteur Kevin Paxton a créé une statue le représentant avec son cavalier à Peebles, en hommage pour la médaille d'or obtenue aux Jeux olympiques.

## Histoire

### Jeunes années
Sanctos naît le 13 mai 2002 du croisement entre la jument Nasia van het Gravenhof et l'étalon Quasimodo van de Molendreef, à l'élevage de Willy Taets, à Lembeke en Flandre-Orientale, Belgique,. Son nom originel est Sanctos van het Gravenhof. Son éleveur, bien qu'établi dans la région historique (les Flandres belges) du stud-book BWP, choisit de l'inscrire au stud-book wallon du sBs, comme d'autres de ses poulains. Sanctos est vendu jeune, Willy Taets n'ayant pas détecté qu'il deviendrait bon, car il ne l'a jamais observé sauter en liberté, et n'avait pas les moyens de financer un entraînement sous la selle.
Sanctos est acquis par Dany van Lombergen, qui l'a observé sauter en liberté, et déclare qu'il s'agissait du premier saut de ce cheval. Surtout intéressé par sa lignée, il l'estime bon, mais trop prudent et trop peu généreux dans ses sauts. Sanctos ne se qualifie pas pour la finale de saut en liberté des jeunes chevaux de deux ans à Moerzeke. Lombergen le revend deux ans plus tard à Jean-Luc de Maeyer, alors qu’il est âgé de 4 ans, estimant que ce cheval ne sera jamais un grand champion. Jean-Luc de Maeyer, passionné à l'époque par la lignée de l'étalon Quasimodo van de Molendreef, fait monter Sanctos une saison par Kim van Laenen, puis la saison suivante, celle des 5 ans, par Jo de Witte. Le jeune hongre enchaîne avec lui les parcours sans fautes et se qualifie en finale jeunes chevaux à Gesves, mais, victime d'un ulcère au sabot, il y fait tomber une barre, malgré son bon passage de garrot et son mental considéré comme excellent. Il attire peu l'attention des acheteurs et des entraîneurs de jeunes chevaux, en raison notamment de son style de saut économe. Au printemps 2009, âgé de 7 ans, il arrive chez Jos Kumps, l'un des principaux marchands de chevaux européens. Il est monté cette même année par son fils Alexander, âgé de 16 ans, en circuit international junior, jusqu'à 1,40 m.
Sanctos passe sous la selle de l'Américain Peter Wylde à l'âge de 8 ans. Wylde est le premier à croire en les capacités de ce jeune cheval, auquel il accorde beaucoup d'attention, lui offrant des massages et le travaillant deux fois par jour. Il estime, lors du concours de Vimeiro au Portugal, que Sanctos est l'un des meilleurs chevaux qu'il ait jamais montés. Après une année passée sous sa selle, en janvier 2011, Sanctos est vendu à l'oligarque Alexander Onyshchenko, en Ukraine, où il rejoint Katharina Offel,. Avec cette cavalière, le hongre se montre performant et régulier.

### Passage sous la selle de Scott Brash
L'achat de Sanctos par les Britanniques part d'une conversation entre David Broome et Nick Skelton à propos des pistes pour constituer une équipe britannique solide afin de remporter le titre de champions olympiques de saut d'obstacles à domicile en 2012. David Broome souhaite sélectionner le jeune cavalier écossais Scott Brash, mais regrette qu'il n'ait pas de bonne monture. Skelton a repéré Sanctos van het Gravenhof, mis en vente par son propriétaire ukrainien Alexander Onyshchenko. David Broome contacte alors Lord Harris, son mécène.
En décembre 2011, Scott Brash, à l'occasion d'un voyage en Allemagne chez David Broome, essaie Sanctos van het Gravenhof, alors mis au repos depuis un petit moment,. Impressionné par sa force, il demande à Lord Harris et Lord Kirkham de le lui acheter, ce qui sera fait pour une somme d'environ 2 millions d'euros,,. Ces derniers rebaptisent le cheval « Hello Sanctos », tous leurs chevaux étant identifiés par le préfixe « Hello »,. Cela efface son affixe d'élevage originel. Il est envoyé en Écosse, à Peebles, ce qui lui demande un temps d'adaptation ; sa nouvelle groom est Mairie MacMichael,.
Sanctos et Scott Brash participent à leur première compétition internationale le 1er février 2012 à Wellington, un Concours de saut international deux étoiles (CSI2*) sur une hauteur de 1,45 m, terminant à la 20e place. Quelques semaines plus tard, ils décrochent la victoire sur le Grand Prix de la Coupe du monde FEI de Wellington. En mai 2012, Scott et Sanctos font leurs débuts en Coupe des nations à Rome, puis à Rotterdam.

#### Médaille d'or aux Jeux olympiques de Londres

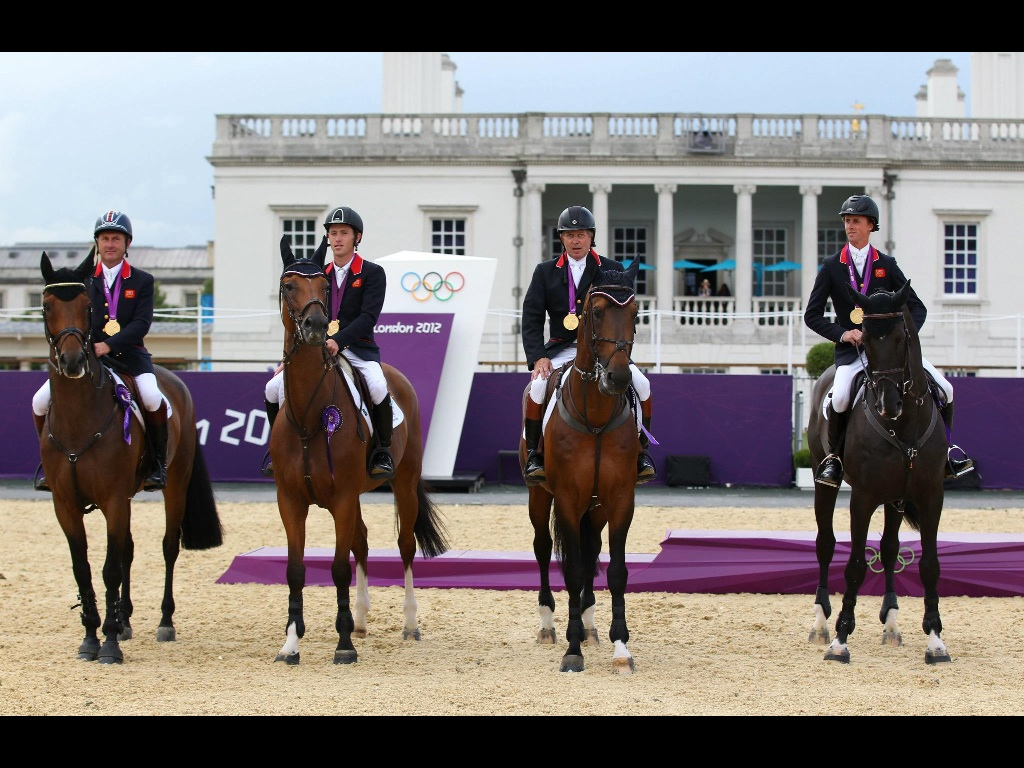
L'équipe britannique, dont Scott Brash sur Hello Sanctos (2e en partant de la gauche), médaillée d'or aux Jeux olympiques d'été de 2012.

En raison de ses débuts difficiles, le couple reste dans l'ombre jusqu'à l'été 2012, au mois de juillet, lorsqu'il est sélectionné par Rob Hoekstra, le sélectionneur olympique britannique. L'équipe britannique de saut d'obstacles compte quatre jeunes chevaux de 9 et 10 ans, dont Sanctos. Il participe largement à la médaille d'or par équipes décrochée par le Royaume-Uni, terminant à la 5e place en individuel. Scott Brash, 26 ans, est alors le plus jeune cavalier de l'équipe britannique. Le parcours sans-faute du couple à la suite des 4 points du passage de Ben Maher et Tripple X III a permis de rétablir l'équilibre, et de sécuriser cette médaille d'or britannique.

#### Première victoire au Global Champions Tour et championnats d'Europe 2013

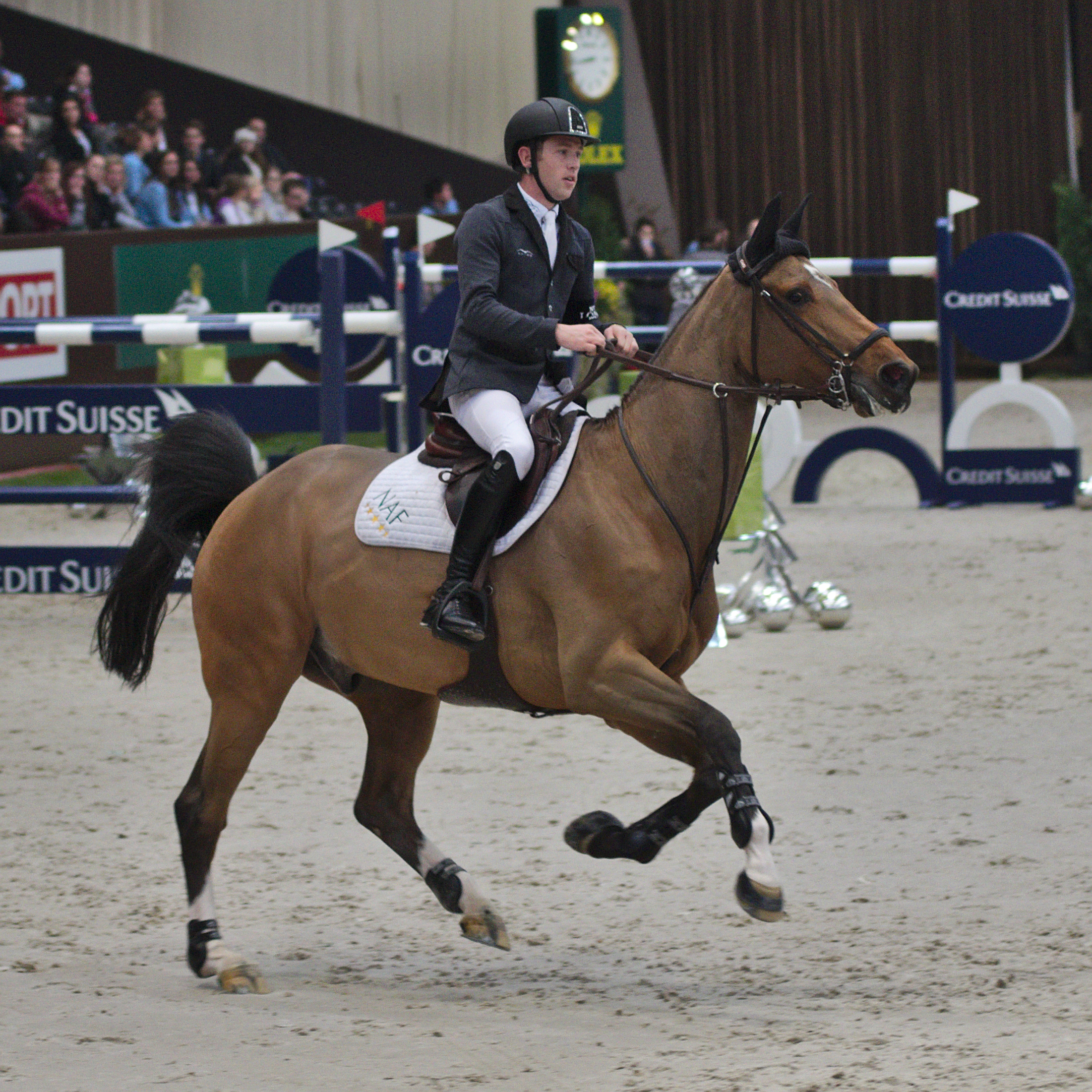
Hello Sanctos monté par Scott Brash au 53e CHI de Genève, en décembre 2013.

Le couple participe à l'épreuve Coupe des nations du CSIO de La Baule en mai, y retrouvant pour l'occasion un autre membre de l'équipe britannique, Nick Skelton : il termine un parcours à 8 points, permettant néanmoins une 3e place ex-aequo pour l'équipe britannique. Sanctos et Scott Brash s'inclinent derrière Henrik von Eckermann dans le Grand Prix de l'étape Global champions tour d'Estoril (Cascais), début juillet. Le couple participe à l'étape Global Champions Tour de Chantilly en juillet.
Au CSIO de Dublin début août, Hello Sanctos et Scott Brash participent largement à la qualification de leur équipe nationale en finale de Coupe des nations, grâce à leur double sans-faute.
Sélectionnés pour les championnats d'Europe à Herning, Scott Brash et Hello Sanctos « réalisent un très bon championnat en portant [leur] équipe pour la médaille d'or », et décrochent le bronze en individuel.
En octobre 2013, Scott Brash et sa monture remportent successivement le Grand prix d'Oslo et la première étape du circuit Coupe du monde de 2013-2014. Le couple décroche sa première victoire dans le circuit du Global Champions Tour : Brash et Sanctos réalisent à ce titre un coup double, puisqu'ils remportent à la fois le circuit et le concours final de Doha, le 23 novembre 2013, sur un parcours particulièrement piégeux. Pour leur première participation au fameux Concours hippique international de Genève en décembre 2013, l'un des événements les plus réputés de la saison sportive hivernale, ils se classent seconds, derrière le champion olympique Steve Guerdat, qui concourait à domicile,.

#### Seconde victoire au Global Champions Tour
En janvier 2014, Scott Brash participe au CSI5* de Bâle ; malgré un tour extrêmement rapide, il est dépassé par David Will, et par Marco Kutscher sur Cornet's Cristallo. Sur la fin de la saison hivernale, Scott Brash participe à la tournée de Floride avec Sanctos, décrochant le Grand prix du CSI5* de Wellington. Lors de l'épreuve Coupe des nations de Rome, ils terminent à la 4e place avec l'équipe britannique. Le couple remporte le Grand prix du CSI5* de Cannes mi-juin, au terme d'un barrage à neuf et en profitant du séchage d'une piste détrempée par la pluie, réalisant l'un des trois doubles parcours sans fautes de la compétition. Lors du CSI5* étape Global Champions Tour de Londres, mi-août 2014, ils font l'un des trois sans-fautes parmi les 50 concurrents, avec 5 secondes d'avance sur le second.
Quelques semaines avant les Jeux équestres mondiaux de 2014 à Caen, Brash exprime sa réticence à participer à la « finale tournante » avec Sanctos, où chacun des 4 cavaliers finalistes monte à tour de rôle le cheval des autres. Brash déclare forfait en concertation avec les propriétaires de Sanctos et la Fédération équestre britannique, dès le premier jour de compétition,, après deux parcours à 4 points, ce qui les place à la 36e place (8,10 points) du classement provisoire individuel.
Engagés sur le CSI5* de Doha, ils réalisent un premier sans-faute dans l’épreuve à 1,50 m, mais Scott Brash choisit de ne pas participer au barrage pour préserver son cheval en vue du Grand Prix du Global Champions Tour. Brash et Hello Sanctos décrochent à nouveau la première place du circuit Global Champions Tour pour la saison 2014, grâce à leur 4e place sur ce dernier concours de la saison, au CSI5* de Doha.

#### Du second CHI de Genève aux championnats d'Europe 2015

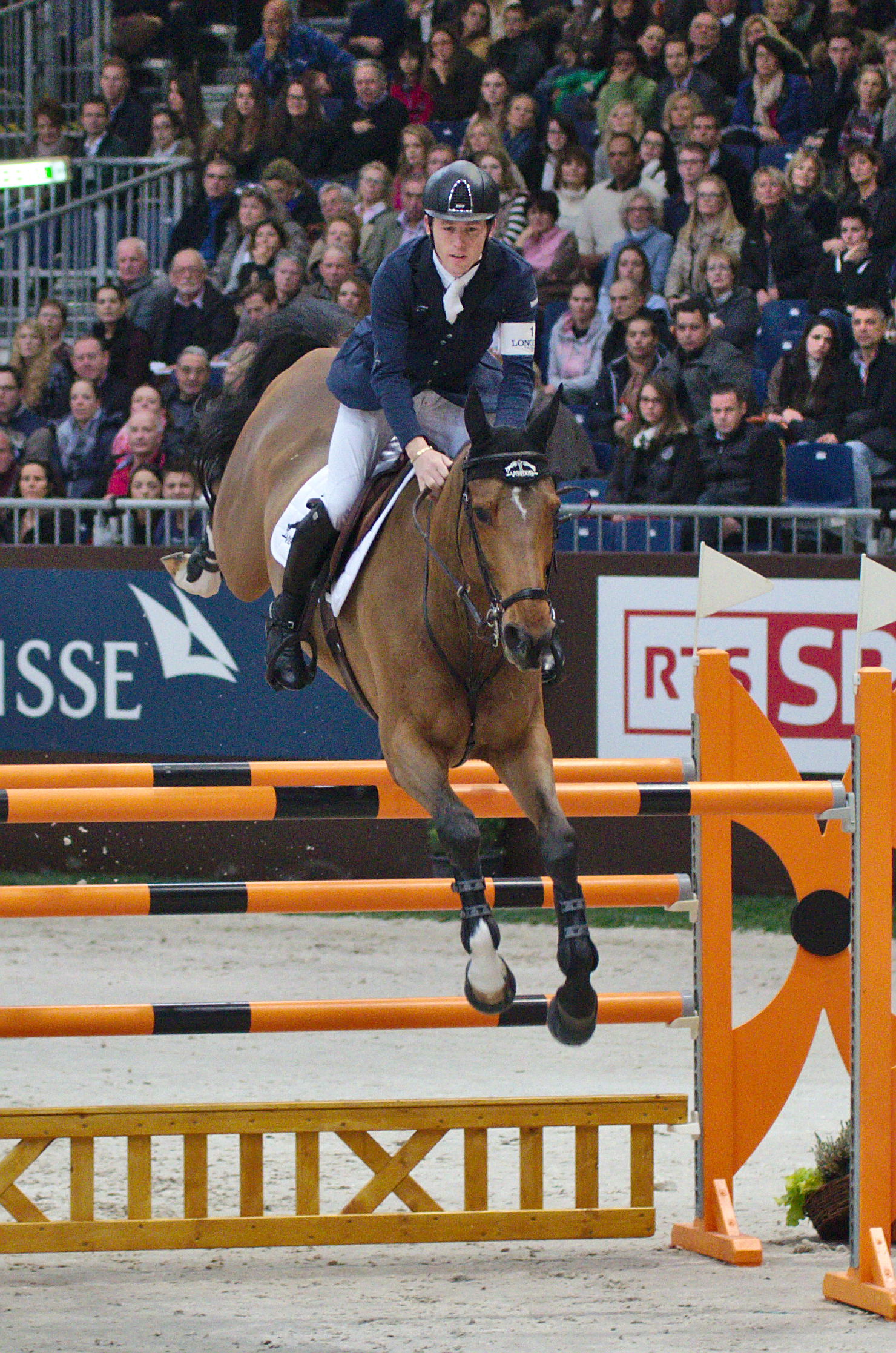
Hello Sanctos monté par Scott Brash au 54e CHI de Genève, en décembre 2014.

Brash et Sanctos sont engagés pour le Grand Prix des Masters de Paris début décembre 2014, mais se font piéger par l'obstacle numéro 1, un vertical blanc. Pour leur seconde participation au CHI de Genève, mi-décembre, ils remportent la finale Top 10, en réalisant le seul double sans-faute,. Ils remportent aussi le Grand Prix, face à 13 concurrents sur 40 au barrage, grâce à une petite erreur de Roger-Yves Bost.
Premiers à s'élancer pour le Grand Prix du CSI5* de Bâle, ils y terminent sur le podium, en troisième place. Déjà vainqueur des deux précédentes éditions du Global Champions Tour, le couple y participe pour la saison 2015. Sur la troisième étape à Miami, ils décrochant la victoire et figurent parmi les 4 doubles sans-fautes, sur 50 concurrents,. Mi-mai, Sanctos et Brash se font piéger sur l'étape Global Champions Tour de Hambourg, puis remportent à la fin du mois le très réputé Grand Prix d'Aix-la-Chapelle, seconde étape du Grand Chelem, en réalisant trois manches (dont un barrage) impeccables, favorisés par la longueur des foulées de galop de Sanctos,. Cette victoire les place en grands favoris des championnats d'Europe de 2015, qui se tiennent trois mois plus tard. En accord avec les propriétaires de Sanctos, Scott Brash annonce qu'il n'y participera pas, pour préserver son cheval. La presse britannique publie de nombreuses critiques, le cavalier étant accusé de ne penser qu'à l'argent (en participant de préférence aux circuits richement dotés) plutôt qu'à la qualification de son pays pour les Jeux olympiques d'été de 2016 à Rio.

#### Du Grand chelem au troisième CHI de Genève
En septembre 2015, Hello Sanctos permet à Scott Brash de devenir le premier cavalier de l'histoire à remporter le Grand Chelem de saut d'obstacles, et devient le premier cheval de l'histoire à remporter les trois concours réputés les plus difficiles au monde, consécutivement, grâce à sa victoire au Grand Prix du CSIO de Spruce Meadows. Le couple réalise le seul double sans-faute de la compétition, sans stress apparent. Cela entraîne le versement d'un bonus d'un million d'euros, là aussi pour la première fois dans l'histoire du saut d'obstacles,. Hello Sanctos a été embarqué sur l'aéroport de Liège en quittant son écurie à 4 h 30, arrivant à Calgary deux jours avant son cavalier. Après le Grand Chelem, Sanctos est mis au repos, reprenant la haute compétition à Doha, où il commet quelques fautes,.
Début décembre 2015, Scott Brash et Hello Sanctos participent pour la troisième fois au CHI de Genève, qui se révèle aussi être leur dernière compétition majeure sur 1,60 m. Mi-décembre, l'éleveur du cheval, Willy Taets, reçoit le prix de la World Breeding Federation for Sport Horses (WBFSH) récompensant les éleveurs des meilleurs chevaux de sport du monde.
Grâce à la prime gagnée au terme du Grand Chelem, Scott Brash acquiert des écuries dans le sud de Londres en septembre 2015, et s'y installe avec son cheval en mars 2016, notamment pour réduire ses temps de transport vers l'Europe via le tunnel sous la Manche.

#### Arrêt pour blessure et tentatives de reprise
Hello Sanctos disparaît des terrains de concours en décembre 2015, pour cause de blessure. Début mars 2016, son propriétaire envisage une participation aux Jeux olympiques d'été de 2016 à Rio si le hongre se rétablit, Scott Brash ajoutant en accord avec lui que ces Jeux olympiques seront la dernière compétition majeure du hongre, alors âgé de 14 ans. Hello Sanctos est considéré comme n'étant pas suffisamment en forme pour participer à une seconde édition des Jeux olympiques. Fin janvier 2017, Hello Sanctos participe avec Scott Brash au CSI1* (Concours de saut international une étoile) de Kronenberg : il y reçoit 5 points de pénalités dès la première épreuve. En mars 2018, Scott Brash estime que sa monture est en forme et devrait bientôt fouler de nouveau les terrains de concours du haut de ses 16 ans, mais jusque fin 2018, ses tentatives de retour se révèlent infructueuses,.
Début octobre 2018, il est annoncé que la période de convalescence d'Hello Sanctos a pris fin. Le hongre reparaît sur le CSI1* d'Oliva. Il y réalise deux parcours à 1,25 m et 1,30 m, avec respectivement un point de temps dépassé et une barre tombée, mais en affichant une belle fraîcheur, d'après Grand Prix magazine,. En mai 2019, alors âgé de 17 ans, il participe au CSI1* de Valkenswaard à 1,35 m, mais réalise là aussi de mauvaises performances.
Une nouvelle compétition a lieu en octobre 2019, le CSI2* Hubside jumping de Saint-Tropez, mais Hello Sanctos trébuche fortement à la réception du premier obstacle, et fait tomber une barre.

### Mise à la retraite
Le 29 novembre 2019 à midi, Scott Brash annonce la mise à la retraite d'Hello Sanctos.

## Description

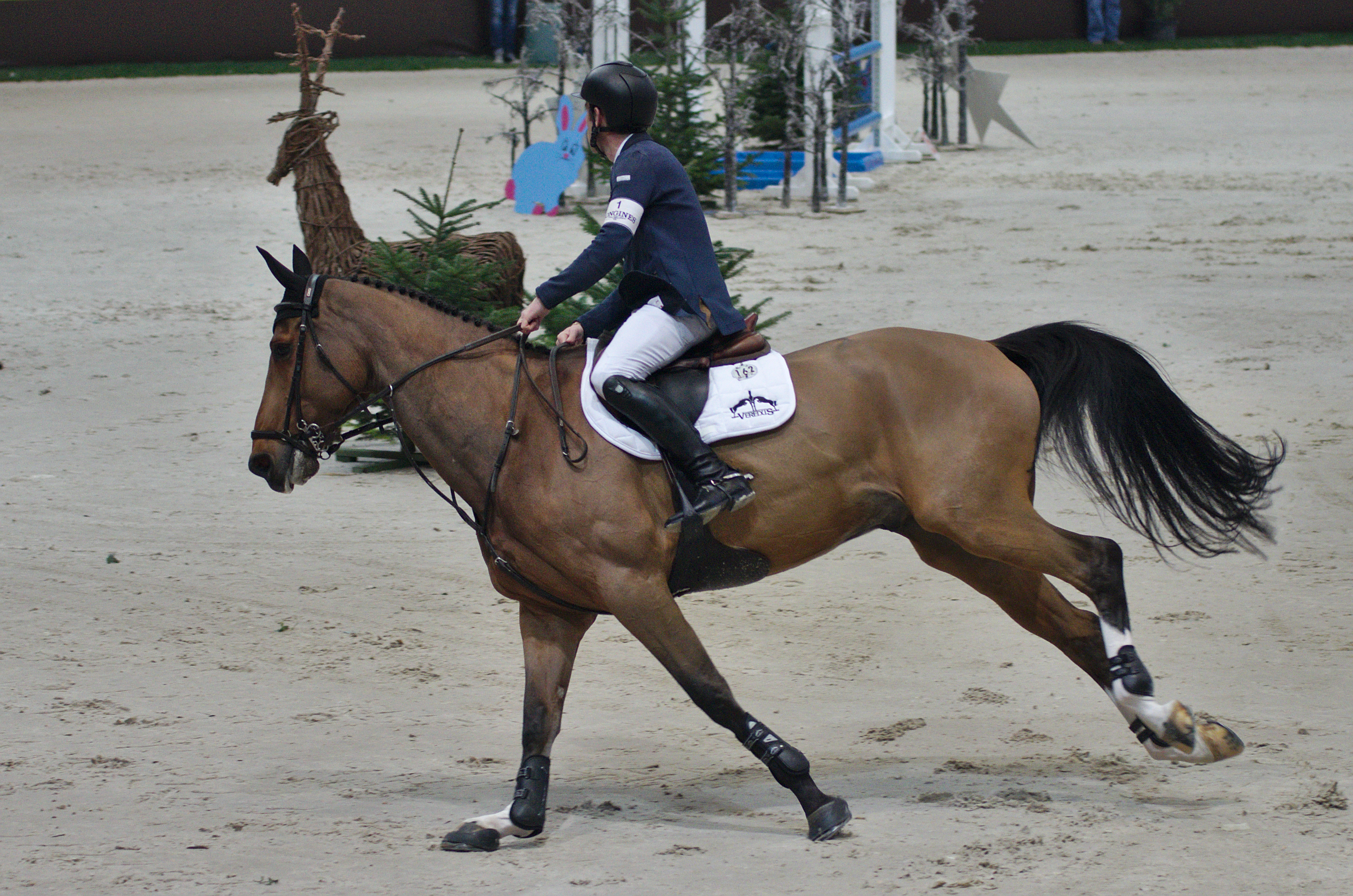
Hello Sanctos monté par Scott Brash au 54e CHI de Genève, en décembre 2014.

Hello Sanctos est un hongre de robe baie, inscrit au stud-book du sBs. Il mesure 1,65 m,.
Scott Brash le décrit comme un cheval « vraiment spécial » et « incroyable », notamment du fait de sa très grande intelligence : d'après son cavalier, son cerveau serait ce qui le rend si bon,. Il ajoute que Sanctos a de l'attention, et témoigne d'une envie de gagner pour son cavalier. Xavier Libbrecht, pour le magazine L’Éperon, le décrit comme un « prototype du cheval de sport moderne », « élégant, aérien, respectueux ». Dans Grand Prix magazine, le hongre est décrit comme « aussi efficace et appliqué que discret ». Comme tout cheval de sport, Sanctos a suivi un entraînement physique poussé, et dispose de jambes solides.
Le hongre est réputé pour son calme et son flegme hors des terrains de concours, tombant rapidement endormi dans son box. Il est également un grand amateur de bonbons Polo. Alexander Kumps le décrit comme un cheval très gentil. Scott Brash insiste sur la nécessité de former un couple véritable avec son cheval, et décrit avoir notamment fait un gros travail sur le galop, afin de trouver le bon rythme auquel travailler son cheval.

## Palmarès

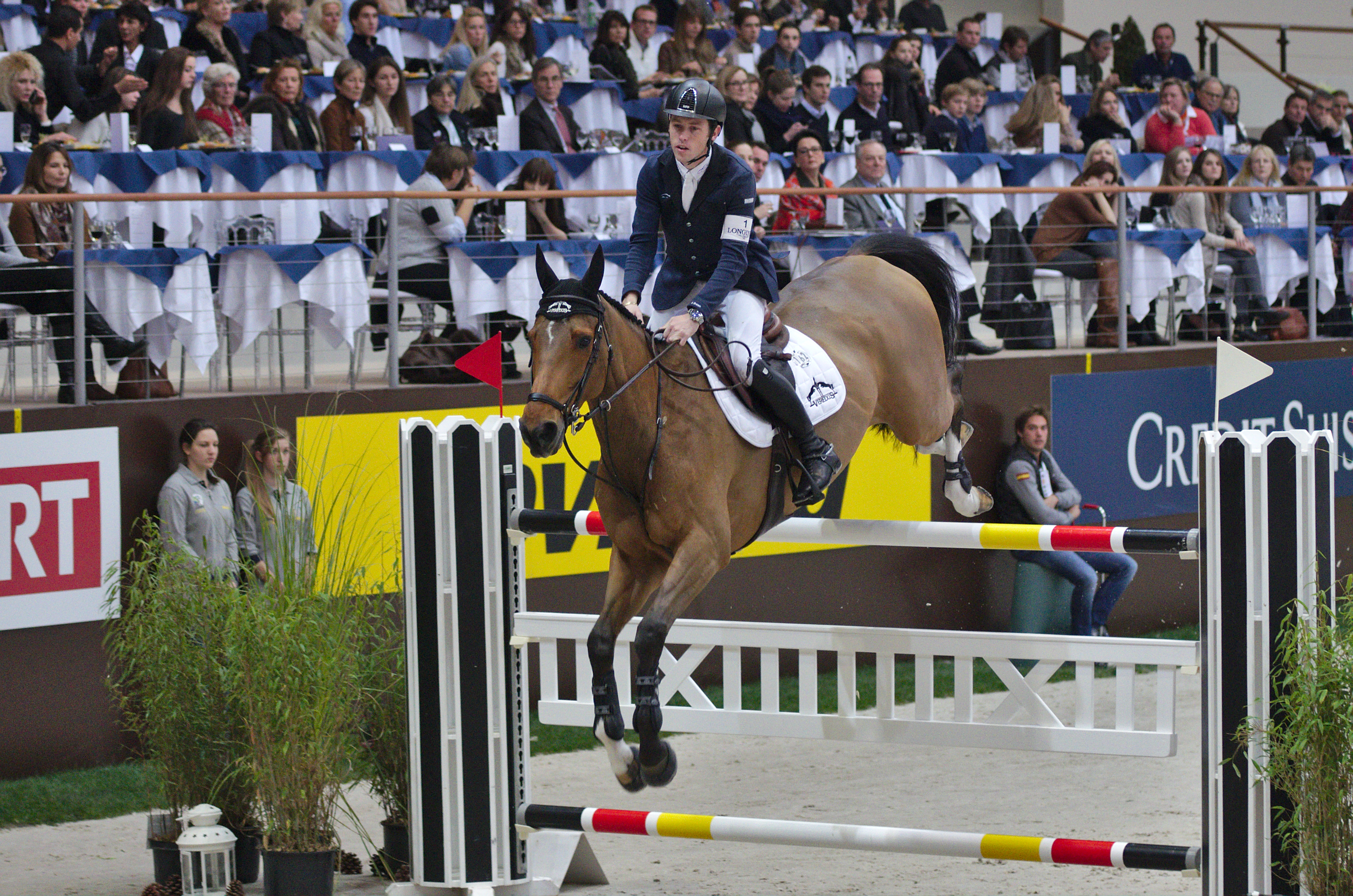
Scott Brash et Hello Sanctos pendant le Grand Prix du CHI de Genève, en décembre 2014.

Brash et Hello Sanctos décrochent un très grand nombre de victoires en Grand Prix (12) et en Coupe des nations. Hello Sanctos est considéré comme le meilleur cheval de saut d'obstacles du monde en 2014 et 2015. De par son activité, il est également un animal ayant énormément voyagé, comptant anecdotiquement plus de miles en avion que le couple Beckham (Victoria Beckham et David Beckham).

### Saison 2010
La saison 2010 de Sanctos se déroule avec Peter Wylde.
- 9 avril 2010 : second d'une épreuve à 1,45 m au CSI3* de Manerbio[1] ;
- 11 juin 2010 : 4e d'une épreuve à 1,50 m au CSIO3* Coupe du monde d'Istanbul[1] ;
- 9 juillet 2010 : 3e d'une épreuve à 1,50 m au CSI4* de La Corogne[1] ;
- 22 juillet 2010 : 4e du Grand Prix du CSI3* de Vimeiro, à 1,60 m[1] ;
- 19 août 2010 : second du Grand Prix du CSI2* de Roggel, à 1,45 m[1] ;
- 14 octobre 2010 : 4e du Grand Prix du CSI2* d'Odense, à 1,45 m[1] ;
- 21 octobre 2010 : 4e des épreuves numéro 28 et 29 du CSI3* d'Odense, à 1,45 m et 1,45 m-1,50 m[1] ;
- 11 novembre 2010 : vainqueur du Grand Prix du CSI2* d'Oldenburg, à 1,45 m[1].

### Saison 2011
La saison 2011 de Sanctos se déroule avec Katharina Offel.
- 3 mars 2011 : 5e du Grand Prix du CSI2* de Follonica, à 1,45 m[1] ;
- 5 avril 2011 : 5e d'une épreuve à 1,45 m au CSI3* d'Arezzo[1] ;
- 12 mai 2011 : 4e du CSIO4* Coupe des nations Gold Tour de Linz, à 1,55 m[1] ;
- 19 mai 2011 : 5e du Grand Prix du CSI3* de Pforzheim, à 1,55 m[1] ;
- 2 juin 2011 : 5e d'une épreuve à 1,50 m au CSI3* de München-Riem[1] ;
- 23 juin 2011 : vainqueur d'une épreuve à 1,55 m au CSI4* de Geesteren[1] ;
- 12 juillet 2011 : 5e du Prix Warsteiner au CSIO5 d'Aix-la-Chapelle, à 1,50 m[1] ;
- 22 septembre 2011 : 4e de l'étape Coupe des nations du CSIO5* de Barcelone, à 1,55 m-1,60 m[1].

### Saison 2012
Le hongre réalise toute sa saison 2012 avec Scott Brash. Hello Sanctos est 50e du classement mondial des chevaux d'obstacle établi par la WBFSH en octobre 2012.
- 7 mars 2012 : Vainqueur du Grand Prix Coupe du Monde du CSIW4* de Wellington (1,40 m-1,60 m), et vainqueur d'une épreuve à 1,50 m[1] ;
- 6 juin 2012 : 5e du Grand Prix du CSI3* de Aalst, à 1,50 m[1] ;
- 20 juin 2012 : 6e de l'épreuve Coupe des nations de Rotterdam, à 1,60 m[1] ;
- 28 juillet 2012 : Médaille d'or par équipes (Angleterre) aux Jeux olympiques de Londres, 5e en individuel, à 1,60 m[1] ;
- 11 octobre 2012 : 5e du Grand Prix Coupe du Monde du CSIW-5* d'Oslo, à 1,60 m[É 37] ;
- 18 octobre 2012 : 4e du Grand Prix Coupe du Monde du CSIW-5* d'Helsinki ; et 8e du Grand Prix UB, à 1,60 m[1].

### Saison 2013

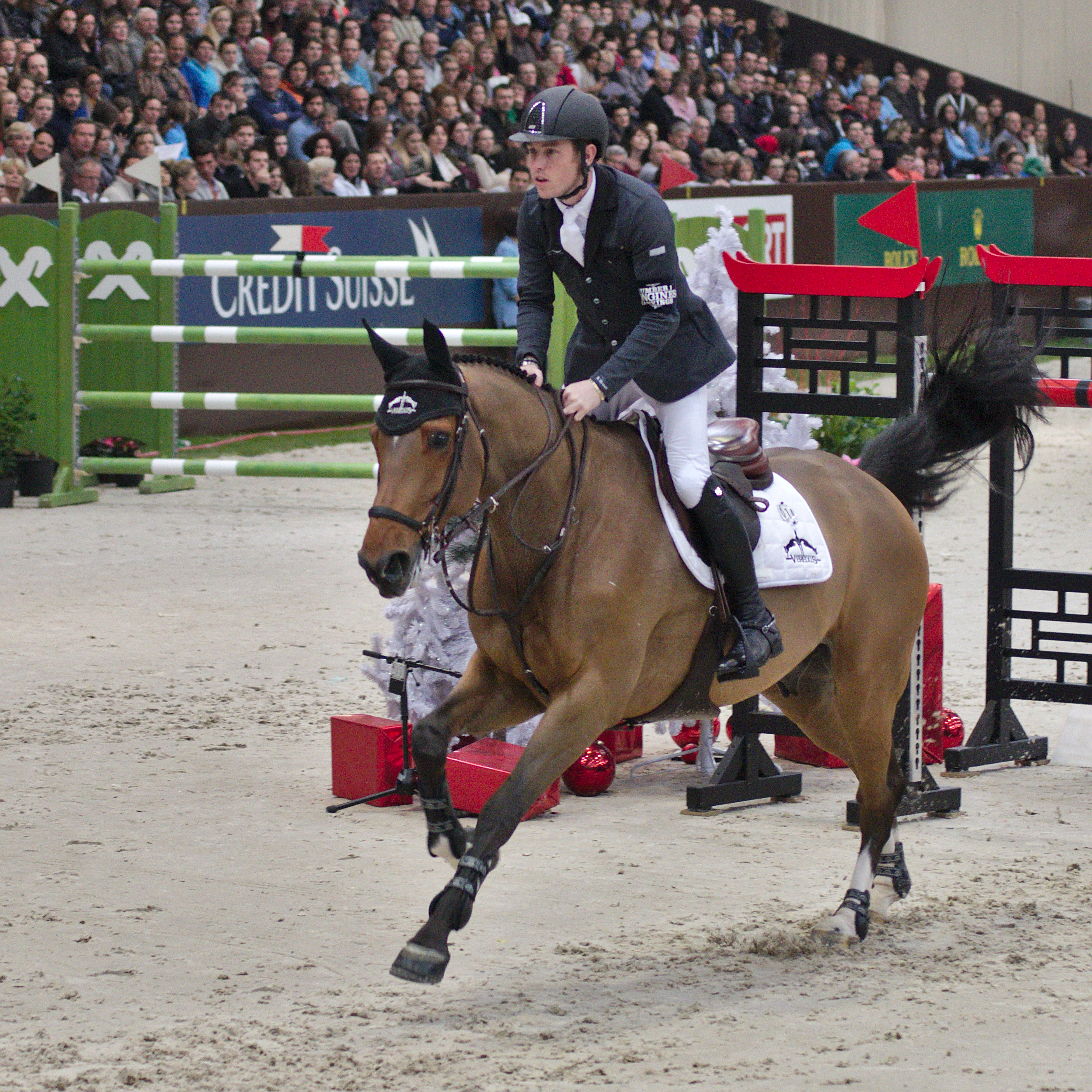
Hello Sanctos monté par Scott Brash au CHI de Genève en décembre 2013.

Hello Sanctos est 10e mondial au classement WBFSH d'octobre 2013, permettant une remontée du classement général du stud-book sBs.
- 10 janvier 2013 : 8e du Grand Prix du CSI5* de Bâle, à 1,60 m[É 38] ; second du championnat de la ville de Bâle, à 1,55 m[É 39] ;
- 2 mai 2013 : Second de la Copa del Rey - Trofeo del Corte Ingles durant le CSI5* étape Global Champions Tour de Madrid, à 1,55 m[1] ;
- 17 mai 2013 : 3e ex-aecquo de la Coupe des nations du CSIO5* de La Baule, à 1,60 m[15] ;
- 6 juin 2013 : 5e du Grand Prix du CSI5* de Londres lors du Global Champions Tour, à 1,60 m[1] ;
- 6 juillet 2013 : 2e du Grand Prix du CSI5* de Cascais, lors du Global Champions Tour, à 1,60 m[É 2] ;
- 19 juillet 2013 : 3e du Grand Prix du CSI5* de Chantilly, lors du Global Champions Tour, à 1,60 m[1] ;
- 9 août 2013 : vainqueur de la Coupe des nations du CSIO5* de Dublin, à 1,60 m[1] ;
- 24 août 2013 : médaille d'Or par équipes (Angleterre) aux Championnats d'Europe de Herning et  Médaille de Bronze en individuel[1] ;
- 12 et 13 octobre 2013 Vainqueur du Grand Prix Rikstoto[É 40], et vainqueur de l'étape Coupe du Monde du CSIW5* d'Oslo, à 1,60 m[É 7] ;
- 23 novembre 2013 : Vainqueur du Grand Prix du CSI5* de Doha, lors de la finale du Global Champions Tour, à 1,60 m[É 8] ;
- 15 décembre 2013 : 2e du Grand Prix du CHI5* de Genève lors du Grand Chelem de saut d'obstacles, à 1,60 m[É 9],[1].

### Saison 2014

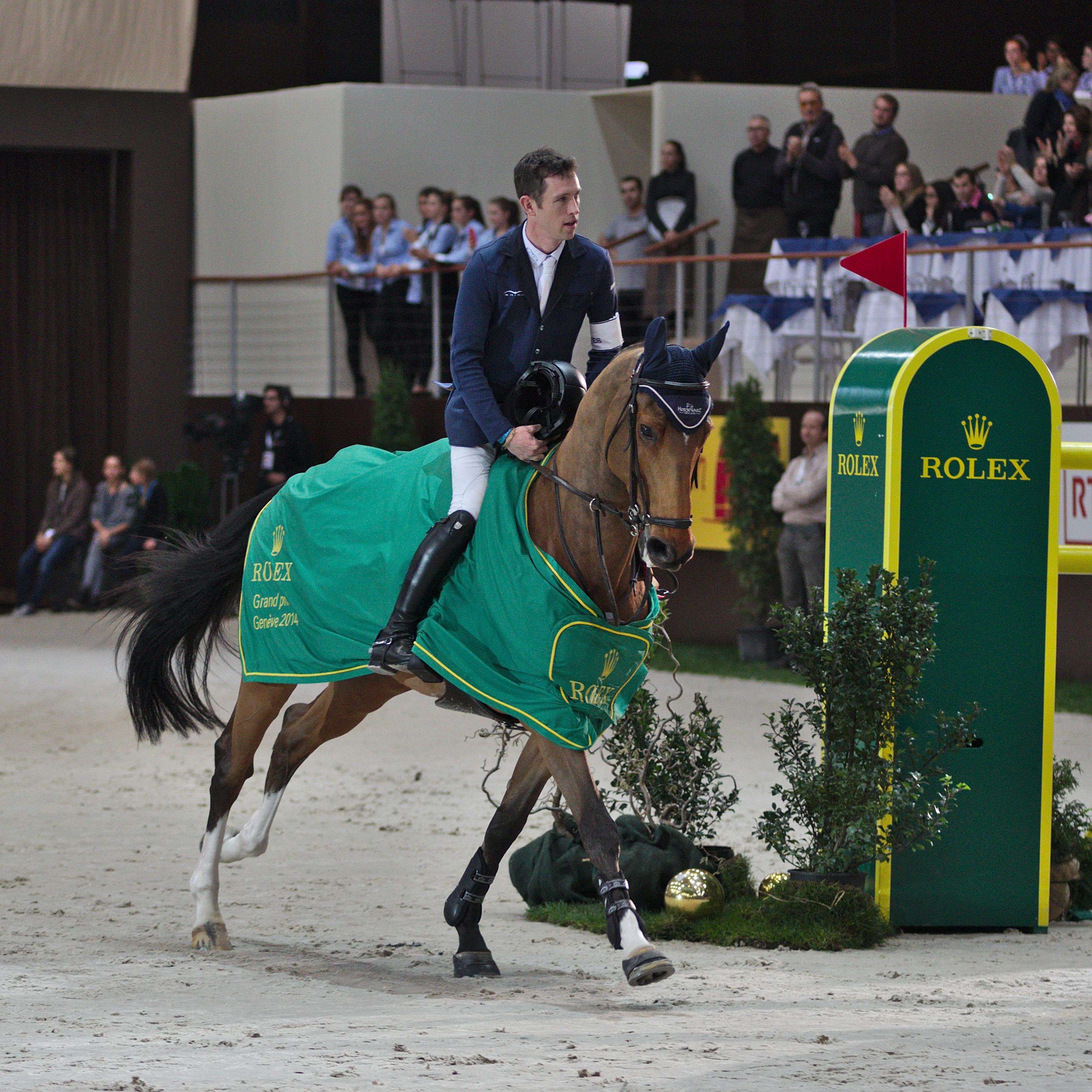
Scott Brash et Hello Sanctos pendant leur tour d'honneur après leur victoire au Grand Prix du CHI de Genève, en décembre 2014.

Au classement mondial WBFSH de juin 2014, Hello Sanctos est le troisième meilleur cheval, derrière Quickly de Kreisker et Cornado NRW. Il devient le meilleur cheval d'obstacle mondial au classement d'octobre 2014. Il réalise un record du monde avec les trois Grands prix Global Champions Tour de Cannes, Londres et Estoril (Cascais), en étant le cheval qui a commis le moins de fautes sur ces trois épreuves. Son deuxième record du monde cette même année consiste à être le premier cheval d'obstacle à avoir gagné un million d'euros de gains en un an.
- 12 janvier 2014 : 7e du Grand Prix du CSI5* de Bâle, à 1,60 m[1] ;
- 29 mars 2014 : vainqueur du Grand Prix du CSI5* de Wellington, à 1,60 m[É 11] ;
- : 3e du Grand Prix du CSI5* de Hambourg lors du Global Champions Tour, à 1,60 m[É 41] ;
- 14 juin 2014: vainqueur du Grand Prix du CSI5* de Cannes lors du Global Champions Tour, à 1,60 m[É 13] ;
- 11 et 12 juillet 2014 : vainqueur du Grand Prix du CSI5* de Cascais lors du Global Champions Tour, à 1,60 m[1] ; vainqueur d'une épreuve 1,50 m - 1,55 m[É 42] ;
- 8 août 2014 : 2e de la Coupe des Nations du CSIO5* de Dublin, à 1,60 m[1] ;
- 16 août 2014 : vainqueur du Grand Prix du CSI5* de Londres lors du Global Champions Tour, à 1,60 m[É 14] ;
- 15 novembre 2014 : 4e du Grand Prix du CSI5* de Doha, à 1,60 m[É 17] ;
- 12 et 14 décembre 2014 : vainqueur du Top Ten Final IJRC[É 21], puis vainqueur du Grand Prix[É 23] du CHI5* de Genève, première victoire pour le Grand chelem de saut d'obstacles.

### Saison 2015
Hello Sanctos retrouve la position de meilleur cheval d'obstacle mondial aux classements WBFSH de mai et d'octobre 2015,. En revanche, le classement FEI des couples cavalier-cheval, réalisé sur toute l'année 2015, place Sanctos et Brash au 5e rang mondial.
- 10 janvier 2015 : 3e du Grand Prix du CSI5* de Bâle, à 1,60 m[1] ;
- 5 mars 2015 : second de l'épreuve à 1,55 m du CSI5* de Doha, Al Shaqab[É 46] ;
- 15 mars 2015 : 3e du Grand Prix du CSI5* de The Dutch Masters, à 1,60 m[1],[É 47] ;
- 1er avril 2015 : vainqueur du Grand Prix du CSI-5* de Miami lors du Global Champions Tour, à 1,60 m[1],[É 26] ;
- 2 mai 2015 : 4e du Grand Prix du CSI5* de Madrid lors du Global Champions Tour, à 1,60 m[1] ;
- 31 mai 2015 : vainqueur du Grand Prix du CHIO5* d'Aix-la-Chapelle, lors du Grand chelem, à 1,60 m[É 28] ;
- 4 juillet 2015 : 8e du Grand Prix du CSI5* du Paris Eiffel Jumping lors du Global Champions Tour, à 1,60 m[1] ;
- 11 juillet 2015 : vainqueur du Grand Prix du CSI5* de Cascais (Estoril) lors du Global Champions Tour[É 48] ;
- 15 août 2015 : 6e du Grand Prix du CSI5* de Valkenswaard, lors du Global Champions Tour, à 1,60 m[1] ;
- 13 septembre 2015 : vainqueur du Grand Prix du CSIO5* de Calgary lors du Grand chelem, à 1,60 m[É 30] ;
- 14 novembre 2015 : 8e du Grand Prix du CSI5* de Doha, lors de la finale du Global Champions Tour, à 1,60 m[1].

## Origines
Hello Sanctos est un fils de l'étalon Quasimodo van de Molendreef et de la jument Nasia van het Gravenhof, par Nabab de Rêve. Sa grand-mère maternelle Balin était montée par son éleveur Willy Taets sur des concours complets ruraux, en Belgique flamande. Elle a donné d'autres bons chevaux de concours, dont Tikila et Nabab Forever. Sur les conseils de Joris de Brabander, Willy et Mariette Taets font reproduire plusieurs de leurs juments avec l'étalon Nabab de Rêve, d'où naît la mère de Sanctos, Nasia van het Gravenhof. Les éleveurs ont choisi d'inscrire le poulain au stud-book sBs, bien qu'ils auraient également pu le faire au BWP, un stud-book avec lequel ils ont travaillé par le passé.
| Origines de Hello Sanctos                               | Origines de Hello Sanctos      | Origines de Hello Sanctos            | Origines de Hello Sanctos |
| ------------------------------------------------------- | ------------------------------ | ------------------------------------ | ------------------------- |
| Père Quasimodo van de Molendreef 1993 - BWP Bai, 1,70 m | Heartbreaker 1989 - KWPN       | Nimmerdor 1972, KWPN                 | Farn                      |
| Père Quasimodo van de Molendreef 1993 - BWP Bai, 1,70 m | Heartbreaker 1989 - KWPN       | Nimmerdor 1972, KWPN                 | Ramonaa                   |
| Père Quasimodo van de Molendreef 1993 - BWP Bai, 1,70 m | Heartbreaker 1989 - KWPN       | Bacarole 1983, KWPN                  | Silvano                   |
| Père Quasimodo van de Molendreef 1993 - BWP Bai, 1,70 m | Heartbreaker 1989 - KWPN       | Bacarole 1983, KWPN                  | Orchidée                  |
| Père Quasimodo van de Molendreef 1993 - BWP Bai, 1,70 m | Farme van't Steetje 1986 - BWP | Lys de Darmen 1977, Selle français   | Et Hop                    |
| Père Quasimodo van de Molendreef 1993 - BWP Bai, 1,70 m | Farme van't Steetje 1986 - BWP | Lys de Darmen 1977, Selle français   | Darmen                    |
| Père Quasimodo van de Molendreef 1993 - BWP Bai, 1,70 m | Farme van't Steetje 1986 - BWP | Freya 1982, BWP                      | Porche de Bornival        |
| Père Quasimodo van de Molendreef 1993 - BWP Bai, 1,70 m | Farme van't Steetje 1986 - BWP | Freya 1982, BWP                      | Querry                    |
| Mère Nasia van het Gravenhof 1997 - sBs Alezan          | Nabab de Rêve 1990 - 2015 sBs  | Quidam de Revel 1982, Selle français | Jalisco B                 |
| Mère Nasia van het Gravenhof 1997 - sBs Alezan          | Nabab de Rêve 1990 - 2015 sBs  | Quidam de Revel 1982, Selle français | Dirka                     |
| Mère Nasia van het Gravenhof 1997 - sBs Alezan          | Nabab de Rêve 1990 - 2015 sBs  | Mélodie en Fa 1978, Selle français   | Artichaut                 |
| Mère Nasia van het Gravenhof 1997 - sBs Alezan          | Nabab de Rêve 1990 - 2015 sBs  | Mélodie en Fa 1978, Selle français   | Caravelle                 |
| Mère Nasia van het Gravenhof 1997 - sBs Alezan          | Balin D83 1978 - BWP           | Fier de lui 1971, Selle français     | Rantzau                   |
| Mère Nasia van het Gravenhof 1997 - sBs Alezan          | Balin D83 1978 - BWP           | Fier de lui 1971, Selle français     | Violette                  |
| Mère Nasia van het Gravenhof 1997 - sBs Alezan          | Balin D83 1978 - BWP           | Nalinne 1967, BWP                    | Lormel                    |
| Mère Nasia van het Gravenhof 1997 - sBs Alezan          | Balin D83 1978 - BWP           | Nalinne 1967, BWP                    | Dorina                    |

## Popularité
D'après l'analyse de Grand Prix magazine et celle de Cheval Magazine, Hello Sanctos est entré « dans la légende du sport »,. Le site web Jump'inside estime qu'il est l'un des chevaux d'obstacles les plus marquants des années 2010 ; le site belge Equnews écrivant qu'il est « désormais en passe d’entrer dans le cercle très fermé des illustres destriers », avec Milton, Shutterfly et Hickstead. Il est qualifié sur le site Info Jumping de « machine à cash ». Scott Brash déclare à propos de Hello Sanctos, le « cheval de sa vie »,, que « des chevaux comme lui, on n'en croise qu’une fois dans sa vie de cavalier ».
Le hongre bai a une page dédiée à son nom sur le réseau social Facebook, alimentée de nombreuses photographies et d'informations. Le partage de ces photographies et les commentaires associés créent une connexion entre le cheval et ses admirateurs.
Une statue de Scott Brash sur son cheval a été créée par le forgeron Kevin Paxton, et érigée sur la place centrale du village natal de Scott Brash, à Peebles en Écosse, en hommage pour la médaille d'or obtenue aux Jeux olympiques,.

### Site du magazineL'Éperon
1. ↑  Claire Feltesse, « La Grande Bretagne championne olympique ! »(Archive.org • Wikiwix • Archive.is • Google • Que faire ?), sur leperon.fr, 6 août 2012 (consulté le 13 septembre 2019).
2. 1 2  Claire Feltesse, « Henrik von Eckermann gagne le Global à Estoril »(Archive.org • Wikiwix • Archive.is • Google • Que faire ?), sur leperon.fr, 6 juillet 2013 (consulté le 13 septembre 2019).
3. ↑  « En piste pour Chantilly »(Archive.org • Wikiwix • Archive.is • Google • Que faire ?), sur leperon.fr, 17 juillet 2013 (consulté le 13 septembre 2019).
4. ↑  Xavier Libbrecht, « CSIO de Dublin : les Anglais reviennent de loin »(Archive.org • Wikiwix • Archive.is • Google • Que faire ?), sur leperon.fr, 9 août 2013 (consulté le 1er septembre 2019).
5. ↑  S. L., « A un mois des Championnats d’Europe de Herning… »(Archive.org • Wikiwix • Archive.is • Google • Que faire ?), sur leperon.fr, 19 juillet 2013 (consulté le 1er septembre 2019).
6. ↑  SL/EM, « Ch Eu Herning CSO: Roger Yves Bost champion d'Europe »(Archive.org • Wikiwix • Archive.is • Google • Que faire ?), sur leperon.fr, 24 août 2013 (consulté le 1er septembre 2019).
7. 1 2  Claire Feltesse, « Olso : Scott Brash, à nouveau »(Archive.org • Wikiwix • Archive.is • Google • Que faire ?), sur leperon.fr, 13 octobre 2013 (consulté le 31 août 2019).
8. 1 2 3  Xavier Libbrecht, « Doha : Scott Brash encore »(Archive.org • Wikiwix • Archive.is • Google • Que faire ?), sur leperon.fr, 23 novembre 2013 (consulté le 31 août 2019).
9. 1 2  Jocelyne Alligier, « Rolex Grand Prix Genève: Steve Guerdat dans son jardin »(Archive.org • Wikiwix • Archive.is • Google • Que faire ?), sur leperon.fr, L’Éperon, 15 décembre 2013 (consulté le 31 août 2019).
10. ↑  Alban Poudret, « CSI***** de Bâle : Kutscher et Will battent Brash le No 1 »(Archive.org • Wikiwix • Archive.is • Google • Que faire ?), sur leperon.fr, 10 janvier 2014 (consulté le 28 août 2019).
11. 1 2  Claire Feltesse, « Scott Brash conclut en beauté sa tournée floridienne »(Archive.org • Wikiwix • Archive.is • Google • Que faire ?), sur leperon.fr, 31 mars 2014 (consulté le 28 août 2019).
12. ↑  Xavier Libbrecht, « CSIO Rome: Quand les Bleus laissent perplexe… »(Archive.org • Wikiwix • Archive.is • Google • Que faire ?), sur leperon.fr, 23 mai 2014 (consulté le 28 août 2019).
13. 1 2  « CSI5* de Cannes : Brash n°1, Staut n°3 ! »(Archive.org • Wikiwix • Archive.is • Google • Que faire ?), sur leperon.fr, L’Éperon, 15 juin 2014 (consulté le 28 août 2019).
14. 1 2  Xavier Libbrecht, « Scott Brash "at home" »(Archive.org • Wikiwix • Archive.is • Google • Que faire ?), sur leperon.fr, 16 août 2014 (consulté le 28 août 2019).
15. ↑  Elodie Mas, « CSO : Scott Brash jette l'éponge ! », sur leperon.fr, L’Éperon, 4 septembre 2014 (consulté le 28 août 2019).
16. ↑  Solène Lavenu, « Doha: Wathelet gagne, Bengtsson, Beerbaum, Brash font jeu égal »(Archive.org • Wikiwix • Archive.is • Google • Que faire ?), sur leperon.fr, 13 novembre 2014 (consulté le 28 août 2019).
17. 1 2  Claire Feltesse, « Doha : la finale pour Bengtsson mais le circuit pour Brash »(Archive.org • Wikiwix • Archive.is • Google • Que faire ?), sur leperon.fr, L’Éperon, 15 novembre 2019 (consulté le 28 août 2019).
18. ↑  « Le Global pour Brash », sur leperon.fr, L’Éperon, 15 novembre 2014 (consulté le 28 août 2019).
19. ↑  « Scott Brash, aux Gucci Masters pour gagner », sur leperon.fr, 20 novembre 2014 (consulté le 28 août 2019).
20. ↑  Elodie Mas, « Maikel van der Vleuten affole le chrono »(Archive.org • Wikiwix • Archive.is • Google • Que faire ?), sur leperon.fr, L’Éperon, 5 décembre 2014 (consulté le 28 août 2019).
21. 1 2  Elodie Mas, « Top 10 : Un n°1 mondial au Top ! »(Archive.org • Wikiwix • Archive.is • Google • Que faire ?), sur leperon.fr, L’Éperon, 12 décembre 2014 (consulté le 27 août 2019).
22. ↑  « Top 10 : Scott Brash en tête, Pénélope dernière », sur leperon.fr, L’Éperon, 12 décembre 2014 (consulté le 28 août 2019).
23. 1 2 3  Elodie Mas, « CSI***** Genève: Le Grand Prix Rolex pour Scott Brash ! »(Archive.org • Wikiwix • Archive.is • Google • Que faire ?), sur leperon.fr, L’Éperon, 14 décembre 2014 (consulté le 27 août 2019).
24. ↑  Elodie Mas, « CSI5* Bâle Doublé de Luciana Diniz ! »(Archive.org • Wikiwix • Archive.is • Google • Que faire ?), sur leperon.fr, 11 janvier 2015 (consulté le 27 août 2019).
25. ↑  S. L., « Le Global Champions Tour à Madrid »(Archive.org • Wikiwix • Archive.is • Google • Que faire ?), sur leperon.fr, 30 avril 2015 (consulté le 25 août 2019).
26. 1 2  Claire Feltesse, « Brash, "the best on the beach" ! »(Archive.org • Wikiwix • Archive.is • Google • Que faire ?), sur leperon.fr, L’Éperon, 5 avril 2015 (consulté le 25 août 2019).
27. ↑  S. L., « GCT: Kent Farrington à Hambourg »(Archive.org • Wikiwix • Archive.is • Google • Que faire ?), sur leperon.fr, L’Éperon, 16 mai 2015 (consulté le 25 août 2019).
28. 1 2 3  Alban Poudret, « CHIO d’Aix-la-Chapelle: Scott Brash fait l’histoire, Simon Delestre à ses côtés ! »(Archive.org • Wikiwix • Archive.is • Google • Que faire ?), sur leperon.fr, L’Éperon, 31 mai 2015 (consulté le 25 août 2019).
29. ↑  « CSIO***** Aix la Chapelle : Victoire de Scott Brash », sur leperon.fr, L’Éperon, 31 mai 2015 (consulté le 25 août 2019).
30. 1 2  Alban Poudret, « CSIO de Calgary: Scott et Sanctos l’ont fait ! »(Archive.org • Wikiwix • Archive.is • Google • Que faire ?), sur leperon.fr, L’Éperon, 14 septembre 2015 (consulté le 24 août 2019).
31. 1 2  « Scott Brash : « J’ai encore soif de victoires à Genève ! » », sur leperon.fr, L’Éperon, 4 décembre 2015 (consulté le 22 août 2019).
32. ↑  « Doha : Luciana Diniz au finish »(Archive.org • Wikiwix • Archive.is • Google • Que faire ?), sur leperon.fr, L’Éperon (consulté le 22 août 2019).
33. ↑  Claire Feltesse, « Ils ont fait naître Valegro, Hello Sanctos et Hale Bob »(Archive.org • Wikiwix • Archive.is • Google • Que faire ?), sur leperon.fr, L’Éperon, 16 décembre 2015 (consulté le 22 août 2019).
34. ↑  « By bye Hello Sanctos après Rio ? », sur leperon.fr, L’Éperon, 8 mars 2016 (consulté le 20 août 2019).
35. ↑  « Pas de JO pour Brash »(Archive.org • Wikiwix • Archive.is • Google • Que faire ?), sur leperon.fr, L’Éperon, 29 juin 2016 (consulté le 22 août 2019).
36. ↑  M. R., « Scott Brash et Hello Sanctos, le retour ! », sur leperon.fr, L’Éperon, 27 janvier 2017 (consulté le 22 août 2019).
37. ↑  Claire Feltesse, « Jeroen Dubbeldam à Oslo : "avec Utascha, maintenant nous nous comprenons" »(Archive.org • Wikiwix • Archive.is • Google • Que faire ?), sur leperon.fr, 14 octobre 2012 (consulté le 13 septembre 2019).
38. ↑  Alban Poudret, « CSI***** de Bâle: Bosty s'incline devant Luciana ! »(Archive.org • Wikiwix • Archive.is • Google • Que faire ?), sur leperon.fr, 13 janvier 2013 (consulté le 13 septembre 2019).
39. ↑  Alban Poudret, « Delaveau chez lui à Bâle ! »(Archive.org • Wikiwix • Archive.is • Google • Que faire ?), sur leperon.fr, 10 janvier 2013 (consulté le 13 septembre 2019).
40. ↑  Claire Feltesse, « Olso : le Rikstoto Grand Prix pour Scott Brash »(Archive.org • Wikiwix • Archive.is • Google • Que faire ?), sur leperon.fr, 12 octobre 2013 (consulté le 31 août 2019).
41. ↑  Claire Feltesse, « Hambourg : place à la jeunesse »(Archive.org • Wikiwix • Archive.is • Google • Que faire ?), sur leperon.fr (consulté le 28 août 2019).
42. ↑  « Estoril : Scott Brash toujours »(Archive.org • Wikiwix • Archive.is • Google • Que faire ?), sur leperon.fr, 11 juillet 2014 (consulté le 28 août 2019).
43. ↑  « WBFSH Ranking : Hello Sanctos, retrouve le statut de meilleur cheval du monde ! », sur leperon.fr, L’Éperon, 10 mai 2015 (consulté le 25 août 2019).
44. ↑  Emmanuel Jeangirard, « Les classements WBFSH 2015 sont parus »(Archive.org • Wikiwix • Archive.is • Google • Que faire ?), sur leperon.fr, L’Éperon, 13 octobre 2015 (consulté le 22 août 2019).
45. ↑  « Abdelkebir Ouaddar et Quickly de Kreisker en tête du classement FEI des couples »(Archive.org • Wikiwix • Archive.is • Google • Que faire ?), sur leperon.fr, L’Éperon, 12 janvier 2016 (consulté le 22 août 2019).
46. ↑  l, « Doha jeudi : victoire d'Abdelkebir Ouaddar », sur leperon.fr, 5 mars 2015 (consulté le 27 août 2019).
47. ↑  Elodie Mas, « Daniel Deusser en maître à s’Hertogenbosch ! »(Archive.org • Wikiwix • Archive.is • Google • Que faire ?), sur leperon.fr, L’Éperon, 15 mars 2015 (consulté le 25 août 2019).
48. ↑  Claire Feltesse, « Estoril : Brash…what else ? »(Archive.org • Wikiwix • Archive.is • Google • Que faire ?), sur leperon.fr, L’Éperon, 12 juillet 2015 (consulté le 24 août 2019).
49. ↑  CP / SL, « Scott Brash: "Aix la Chapelle est clairement ma priorité!" », sur leperon.fr, 17 décembre 2014 (consulté le 27 août 2019).

### Site deGrand Prix magazine
1. 1 2 3  Lucas Tracol, « Hello Sanctos fait enfin son retour », sur GrandPrix-replay.com, Grand Prix magazine, 3 octobre 2018 (consulté le 20 août 2019).
2. ↑  Lucas Tracol, « Hello Sanctos bientôt de retour en compétition ? », sur GrandPrix-replay.com, 26 mars 2018 (consulté le 13 septembre 2019).
3. ↑  « [VIDÉO] Le retour à la compétition d'Hello Sanctos », sur GrandPrix-replay.com, Grand Prix magazine, 9 octobre 2018 (consulté le 22 août 2019).
4. ↑  Sébastien Roullier, « Hello Sanctos, c’était l’intelligence à l’état pur », sur GrandPrix-replay.com (consulté le 30 novembre 2019).
5. ↑  Lucas Tracol, « Cinq parcours qui ont fait la légende Hello Sanctos », sur GrandPrix-replay.com, Grand Prix magazine, 4 octobre 2018 (consulté le 20 août 2019).